# Nurettin Korkmaz
Nurettin Korkmaz (Kayseri, 27 juni 2002) is een Turkse voetballer die speelt als linksbuiten. Hij komt uit voor Kayserispor.
Op 19 mei 2019 debuteerde Korkmaz in een Süper Lig wedstrijd tegen Akhisarspor voor de club uit Centraal-Anatolië.
Korkmaz maakte op 10 september 2019 zijn debuut voor het Turks voetbalelftal onder 18.
1 Piri ·
3 Attamah ·
4 Kolovetsios  ·
5 Hosseini ·
6 Karimi ·
7 Cardoso ·
8 Yılmaz ·
9 Nazon ·
10 Bourabia ·
11 Sazdağı ·
13 Bahoken ·
16 Özbek ·
17 Jeanvier ·
19 Uzodimma ·
20 Mané ·
23 Carole ·
25 Bayazıt ·
26 Gezek ·
28 Civelek ·
29 Cihan ·
33 Kaldırım ·
35 Özgan ·
39 Öztürk ·
54 Kocaman ·
77 Korkmaz ·
79 Ackah ·
88 Öztaş ·
99 Sarıarslan ·
Coach: Jakirović